# Paul Foran
Paul Foran est une série de bande dessinée d'aventure franco-belge créée par le scénariste José « Gil » Larraz et le dessinateur Jesús « Montero » Blasco, publiée pour la première fois en novembre 1968 jusqu’en juillet 1979 dans Spirou et éditée en album en 1976 par Dupuis puis en 2009 par les éditions Milwaukee.
En 1970, Jesús « Montero » Blasco est remplacé par Jordi Bernet qui ne dessine que six épisodes jusqu’en 1976 sous le pseudonyme de « Jordi ». En 1979, José « Gil » Larraz en signe un dernier seul sous le nom « Watman ».

## Description

### Synopsis
Paul Foran, ancien aviateur et membre de la Brigade spéciale, intervient lorsque des événements aux limites du surnaturel (extraterrestres, momie qui revient d'entre les morts, fantôme d'un gorille qui hante un manoir) menacent le monde ou une partie de la population de la planète. Il trouve toujours une explication rationnelle à des événements qui paraissent au premier abord inexplicables.

### Personnages
- Paul Foran, le seul personnage récurrent, n'est pas défini de manière constante selon les épisodes : il est présenté comme un homme d'action travaillant provisoirement dans un laboratoire dans Le Mystère du lac, comme un professeur assistant à un congrès de géophysique dans Chantage à la terre, comme ami d'un archéologue avec lequel il a passé plusieurs années à Bornéo à étudier la géologie dans La Momie et comme un enquêteur d'une « Brigade Spéciale » du gouvernement français dans L'Ombre du gorille.

## Analyse

### La série
Cette série réaliste d'aventures tranchait fortement avec le reste de Spirou, résolument humoristique et dessiné dans un style plus caricatural.
Dans le no 75 de la revue les Cahiers de la bande dessinée, Arnaud de la Croix a explicité en quoi la série tranchait radicalement avec le contenu du magazine dans les années 60 : « Paul Foran affrontait des hommes-grenouilles aux combinaisons sous-marines passablement ignobles parce que suintantes, des spectres osseux aux mains noueuses et strangulatrices, aux yeux caves, et il croisait du regard quelques jeunes femmes au charme légèrement vénéneux, le tout se déroulant dans des ambiances anxiogènes dignes de Psycho ou Nosferatu ». 
Dupuis a publié quatre albums entre 1976 et 1979, puis les éditions Milwaukee ont publié l'intégralité des épisodes, à l'exception de Baroud dans l'île, annoncé mais jamais publié, entre 2009 et 2013.

### Polémique sur le rôle de Larraz
Dans le no 75 des Cahiers de la bande dessinée (mai-juin 1987), le dessinateur Jordi Bernet, interrogé par Thierry Groensteen, déclare que Larraz « ne savait pas dessiner et se contentait de décalquer les dessins des autres », et que les scénarios de Paul Foran étaient tous de Miguel Cusso, dont le nom n'est jamais mentionné. Dans cet entretien de 1987, Bernet ajoute que lui-même a dessiné seul les six épisodes de Paul Foran signés « Gil et Jordi ». Il conclut en ces termes : « Blasco et moi-même avons été arnaqués dans cette affaire et, pour ma part, j'ai délibérément interrompu ma collaboration à Spirou. »

## Publications

### Revues
- Le Mystère du lac, Spirou no 1591-1602 (10 octobre 1968-26 décembre 1968)
- Le Gang des vampires, Spirou no 1608-1618 (6 février 1969-17 avril 1969)
- Chantage à la terre, Spirou no 1628-1638 (26 juin 1969-4 septembre 1969)
- La Momie, Spirou no 1658-1670 (22 janvier 1970-16 avril 1970)
- L'Habitant du moulin, Spirou no 1709-1720 (14 janvier 1971-1er avril 1971)
- Les Démons de la jungle, Spirou no 1750-1761 (28 octobre 1971-13 janvier 1972)
- Baroud dans l'île, Spirou no 1844-1860 (16 août 1973-20 décembre 1973)
- L'Ombre du gorille, Spirou no 1923-1936 (20 février 1975-22 mai 1975)
- Le Retour de Ling-Hur, Spirou no 2017-2027 (9 décembre 1976-17 février 1977)
- Le Repaire de la mort lente, Spirou no 2139-2151 (12 avril 1979-5 juillet 1979)

### Albums

#### Dupuis
- 1 Chantage à la terre, Dupuis, 1976
Scénario : José « Gil » Larraz - Dessin : Jesús « Montero » Blasco - (ISBN 2-8001-0490-2)
- 2 L'Ombre du gorille, Dupuis, 1977
Scénario : José « Gil » Larraz - Dessin : Jordi Bernet - (ISBN 2-8001-0523-2)
- 3 Le Mystère du lac[4], Dupuis, 1978
Scénario : José « Gil » Larraz - Dessin : Jordi Bernet - (ISBN 2-8001-0564-X)
- 4 La Momie, Dupuis, 1979
Scénario : José « Gil » Larraz - Dessin : Jordi Bernet - (ISBN 2-8001-0634-4)

#### Milwaukee
Les albums no 4 et 7 sont, à cette époque, toujours attendus.
- 1 Le Mystère du lac, Milwaukee, « José Ramon Larraz », janvier 2013
Scénario : José « Gil » Larraz - Dessin : Jesús « Montero » Blasco - (ISBN 978-2-914633-55-0)
- 2 Le Gang des vampires, Milwaukee, janvier 2001
Scénario et dessin : José « Gil » Larraz - (ISBN 2-914633-01-7)
- 3 Chantage à la terre, Milwaukee, « José Ramon Larraz », décembre 2009
Scénario : José « Gil » Larraz - Dessin : Jesús « Montero » Blasco
- 4 La Momie, Milwaukee, album attendu[5]
Scénario : José « Gil » Larraz - Dessin : Jordi Bernet
- 5 L'Habitant du moulin, Milwaukee, « José Ramon Larraz », janvier 2011
Scénario : José « Gil » Larraz - Dessin : Jordi Bernet
- 6 Les Démons de la jungle, Milwaukee, « José Ramon Larraz », mars 2010
Scénario : José « Gil » Larraz - Dessin : Jordi Bernet
- 7 Baroud dans l'île, Milwaukee, album attendu[5]
Scénario : José « Gil » Larraz - Dessin : Jordi Bernet
- 8 L'Ombre du gorille, Milwaukee, « José Ramon Larraz », janvier 2014
Scénario : José « Gil » Larraz - Dessin : Jordi Bernet - (ISBN 2-914633-64-5)
- 9 Le Retour de Ling-Hur, Milwaukee, « José Ramon Larraz », juillet 2012
Scénario : José « Gil » Larraz - Dessin : Jordi Bernet
- 10 Le Repaire de la mort lente, Milwaukee, « José Ramon Larraz », juillet 2009
Scénario et dessin : José « Watman » Larraz